# Strategiska kommittén för invandring, gränser och asyl
Strategiska kommittén för invandring, gränser och asyl (engelska: Strategic Committee on Immigration, Frontiers and Asylum, Scifa) är en kommitté inom Europeiska unionens råd som har till uppgift att i samarbete med andra kommittéer och arbetsgrupper inom rådet bistå Ständiga representanternas kommitté i strategiska frågor som rör invandring, gränser och asyl. Kommittén intar en central, strategisk roll på området och behandlar främst övergripande frågor, politiskt viktiga lagförslag och andra initiativ än lagstiftning. Kommittén kan ha en beredande funktion i lagstiftningsarbetet, men alla ärenden överlämnas till Ständiga representanternas kommitté innan de tas upp på ministernivå i rådet. Ursprungligen inrättades kommittén för att tillfälligt ta itu med strategiska riktlinjer i samband med att gränskontroll-, asyl- och invandringspolitiken blev överstatlig genom Amsterdamfördraget. Kommitténs mandat förnyades dock upprepade gånger och sedan den 1 januari 2012 är kommittén inrättad på obestämd tid.
Kommittén består av företrädare för medlemsstaterna och Europeiska kommissionen. Företrädarna är högre tjänstemän och kommittén ska ge strategisk vägledning och lösa frågor som inte har lösts på arbetsgruppsnivå. Ordförande är företrädaren för den medlemsstat som utövar det halvårsvisa roterande ordförandeskapet i Europeiska unionens råd. Även företrädare för unionens organ och byråer, i synnerhet Frontex och Europeiska unionens asylbyrå, kan delta i kommitténs arbete.